# Governatore dell'Acre
Il Governatore dell'Acre è il governatore dello Stato federato brasiliano dell'Acre.

## Elenco
| Ritratto | Nominativo        | Mandato          |
| -------- | ----------------- | ---------------- |
|          | Romildo Magalhães | 1992 - 1995      |
|          | Orleir Cameli     | 1995 - 1999      |
|          | Jorge Viana       | 1999 - 2007      |
|          | Binho Marques     | 2007 - 2011      |
|          | Tião Viana        | 2011 - 2019      |
|          | Gladson Cameli    | 2019 - in carica |